# Катињ
Катињ (рус. Катынь; пољ. Katyń) насељено је место са административним статусом села на западу европског дела Руске Федерације. Насеље је смештено у западном делу Смоленског рејона, на западу Смоленске области. Административни је центар истоимене сеоске општине (рус. сельское поселение).
Према процени из 2014. у селу је живело 1.737 становника, док је на територији целе општине живело око 4.500 становника.

## Географија
Село се налази на неких 20 км западно од административног центра области, града Смоленска, на десној обали реке Дњепар.

## Историја
Место је постало познато по масовним убиствима које су починили припадници совјетске специјалне полиције НКВД која је по налогу Политбироа ЦК Комунистичке партије Совјетског Савеза од 5. марта 1940. године у оближњој катинској шуми побила више стотина (по неким и више хиљада) пољских ратних заробљеника, цивила и противника режима. Масакр је извршен у строгој тајности, али већ 1943. године су откривене масовне гробнице у Катињу на простору који је привремено окупирала Нацистичка Немачка. Совјетски Савез је негирао одговорност за извршење масакра све до 1990. године када је објављено да је тајна полиција НКВД-а извршила масакр и покушала да сакрије доказе о њему.
Код смоленског аеродрома Смоленск-Северный који углавном служи за повремени локални саобраћај се 10. априла 2010. догодила авионска несрећа након што се авион Тупољев Ту-154М 36. Специјалне пуковније Пољске срушио на прилазу писту. У несерећи је смртно страдало свих 96 путника, укључујући и тадашњег председника Пољске Леха Качињског који су кренули на обележавање 70 година од Катињског масакра.